# خط عرض 79° جنوب
خط عرض 79° جنوب هي إحدى دوائر العرض الجغرافية، وهي دوائر وهمية تحيط بالكرة الأرضية، وموازية لخط الاستواء، وتتميز هذه الدائرة بأن الأراضي الواقعة عليها تنتمي للمنطقة القطبية.

## حول العالم
خط عرض 79° جنوب يبدأ من خط الزوال الأولي ويتجه شرقا ويمر عبر:
| الإحداثيات                      | البلد أو الإقليم أو البحر | ملاحظات |
| ------------------------------- | ------------------------- | --- |
| 79°0′S 0°0′E / 79.000°S 0.000°E | القارة القطبية الجنوبية   | أرض الملكة مود, المطالب الإقليمية بالقارة القطبية الجنوبية by النرويج · الإقليم الأسترالي في القارة القطبية الجنوبية, المطالب الإقليمية بالقارة القطبية الجنوبية by أستراليا · أرض أديلي, المطالب الإقليمية بالقارة القطبية الجنوبية by فرنسا · الإقليم الأسترالي في القارة القطبية الجنوبية, المطالب الإقليمية بالقارة القطبية الجنوبية by أستراليا · منطقة روس, المطالب الإقليمية بالقارة القطبية الجنوبية by نيوزيلندا · Unclaimed territory · المقاطعة التشيلية بالقارة القطبية الجنوبية, المطالب الإقليمية بالقارة القطبية الجنوبية by تشيلي · Territory المطالب الإقليمية بالقارة القطبية الجنوبية by تشيلي و المملكة المتحدة (overlapping claims) · Territory المطالب الإقليمية بالقارة القطبية الجنوبية by الأرجنتين, تشيلي و المملكة المتحدة (overlapping claims) · Territory المطالب الإقليمية بالقارة القطبية الجنوبية by الأرجنتين و المملكة المتحدة (overlapping claims) · المقاطعة البريطانية بالقارة القطبية الجنوبية, المطالب الإقليمية بالقارة القطبية الجنوبية by المملكة المتحدة · أرض الملكة مود, المطالب الإقليمية بالقارة القطبية الجنوبية by النرويج |